# Universität Witten/Herdecke
Die Universität Witten/Herdecke (UW/H) ist eine nichtstaatliche Universität in Witten im südöstlichen Ruhrgebiet. Sie wurde 1982 vom Bundesland Nordrhein-Westfalen anerkannt und nahm 1983 als erste deutsche Privatuniversität den Lehrbetrieb auf. Seit 1987 ist sie in gemeinnütziger Trägerschaft („Private Universität Witten/Herdecke gGmbH“). Die Universität ist Mitglied der Hochschulrektorenkonferenz.
Der Bestandteil Herdecke geht zurück auf die Gründung der Universität durch anthroposophische Ärzte am Gemeinschaftskrankenhaus in der Wittener Nachbarstadt Herdecke, wo auch in den ersten Jahren der Unterricht stattfand. Die Universität verfolgt mit der sogenannten Wittener Didaktik einen besonderen Lern- und Lehransatz, der die Persönlichkeitsentwicklung in den Fokus stellt. Die beiden Fakultäten der Universität sind „Gesundheit“ sowie „Wirtschaft und Gesellschaft“. Allen Studierenden sind über das verpflichtende „Studium fundamentale“ jedes Semester bis zu 100 interdisziplinäre Lehrveranstaltungen zugänglich.

## Hochschulprofil
Die Universität verwendet „Here we grow!“ (dt.: „Hier wachsen wir!“) als ihren Leitspruch. An der Universität waren im Wintersemester 2024/25 3.518 Studierende eingeschrieben. Seit Mai 2020 besteht die Universität aus zwei Fakultäten:
- Fakultät für Gesundheit, bestehend aus den Departments
  - Humanmedizin
  - Zahn-, Mund- und Kieferheilkunde
  - Pflegewissenschaft
  - Psychologie und Psychotherapie
- Fakultät für Wirtschaft und Gesellschaft, bestehend aus den Departments
  - Management und Unternehmertum
  - Philosophie, Politik und Ökonomik
- WittenLab: Zukunftslabor Studium fundamentale[11]

Die Studienplätze werden in einem mehrstufigen Verfahren vergeben; unter anderem wird dabei in persönlichen Gesprächen die individuelle Eignung des Bewerbers festgestellt. Die Aufnahmekommissionen bestehen aus Vertretern der Hochschule (Professoren, Mitarbeiter, Studierende) und Externen (Förderer sowie Persönlichkeiten aus Wirtschaft, Medien und Kultur) sowie Alumni.
Die Universität hat das Ziel, ihre Studenten so auszubilden, dass diese nachhaltige und gerechte Lösungen für die sozialen, ökologischen und ökonomischen Herausforderungen der Gesellschaft erkennen, anstoßen und umsetzen.

## Organisation
Die Universität hat folgende Gremien:
Präsidium und Geschäftsführung
Präsident der Universität ist Martin Butzlaff, Kanzler Jan Peter Nonnenkamp, diese bilden gemeinsam auch die Geschäftsführung. Weitere Angehörige des Präsidiums sind Jan P. Ehlers (Vizepräsident für Lehre und Lernen), Petra Thürmann (Vizepräsidentin für Forschung) sowie Dirk Jakobs (Vizepräsident für Organisationsentwicklung).
Bisherige Präsidenten der Universität waren Gründungspräsident Konrad Schily (von 1982 bis 1999), Walther Christoph Zimmerli (von 1999 bis 2002), Wolfgang Glatthaar (nach Vakanz des Postens von April 2005 bis 2007), Birger Priddat (von 2007 bis Ende 2008) sowie Martin Butzlaff (seit Anfang 2012, nachdem er die Universität bereits seit 2009 als wissenschaftlicher Geschäftsführer geleitet hatte).
Aufsichtsrat
Zum 1. Dezember 2009 hat die Universität Witten/Herdecke einen Aufsichtsrat etabliert, der sich aus Führungspersönlichkeiten sowie Experten aus Wirtschaft, Wissenschaft, Bildung und Gesundheit zusammensetzt. Der von den Gesellschaftern und vom Senat der Universität gewählte Aufsichtsrat begleitet und kontrolliert als neutrales Gremium die Aktivitäten der Geschäftsführung.
Zum 1. Januar 2025 bestand der Aufsichtsrat der Universität aus folgenden Personen: Hans-Christian Pape (Vorsitzender), Sandra Wolf (stellv. Vorsitzende), Radoslav Albrecht, Janosch Dahmen, Katrin Käufer, Heinz-Peter Mansel und Katharina Weghmann.
Gesellschafter
Die Gesellschafter der Universität sind folgende (Stand 2025):
- Software AG – Stiftung (46,67 %)
- Gemeinnützige Stiftung Private Universität Witten/Herdecke (20,02 %)[19]
- IWU gemeinnützige GmbH (12,29 %)
- StudierendenGesellschaft Witten/Herdecke e. V. (9,41 %)
- Wittener Institut für Familienunternehmen – Stiftung (WIFU) (7,36 %)
- Gemeinschaftskrankenhaus Herdecke gGmbH (4,25 %)

Senat
Der Senat ist das höchste akademische Entscheidungsgremium der Universität Witten/Herdecke. Er ist wesentlich an der strategischen Ausrichtung der Universität in Lehre, Studium und Forschung beteiligt. Die Aufgaben des Senats ergeben sich aus dem Hochschulgesetz (HG) des Landes Nordrhein-Westfalen und der Grundordnung der Universität Witten/Herdecke. Vorsitzende des Senats ist Sabine Bohnet-Joschko.
Weiterhin gibt es ein Kuratorium mit verschiedenen Persönlichkeiten aus Wirtschaft, Kultur, Politik und Wissenschaft. Sie agieren als Botschafter der Universität nach außen.

## Geschichte

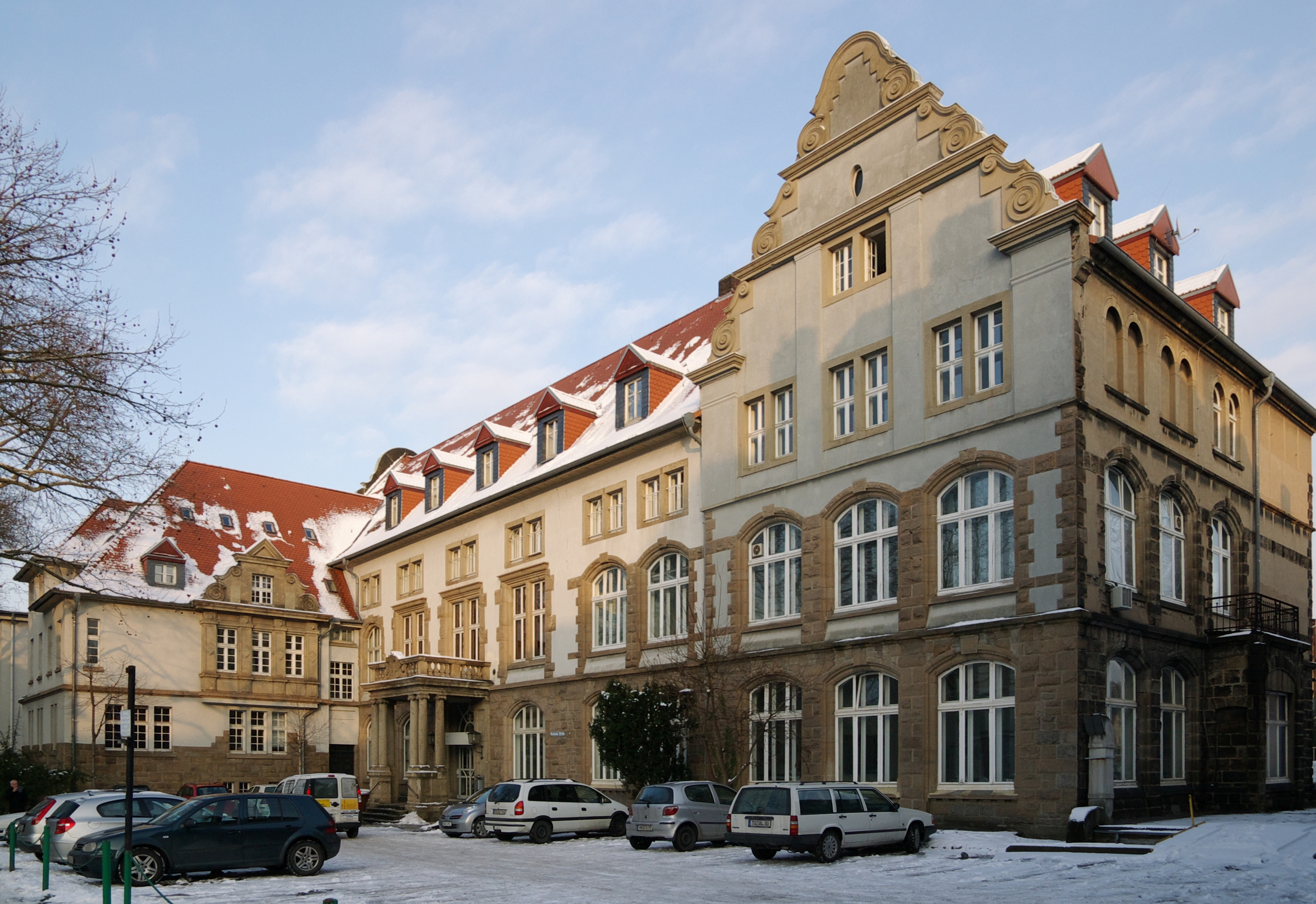
Universität Witten/Herdecke, Altbau des ehemaligen Amtshauses von Annen

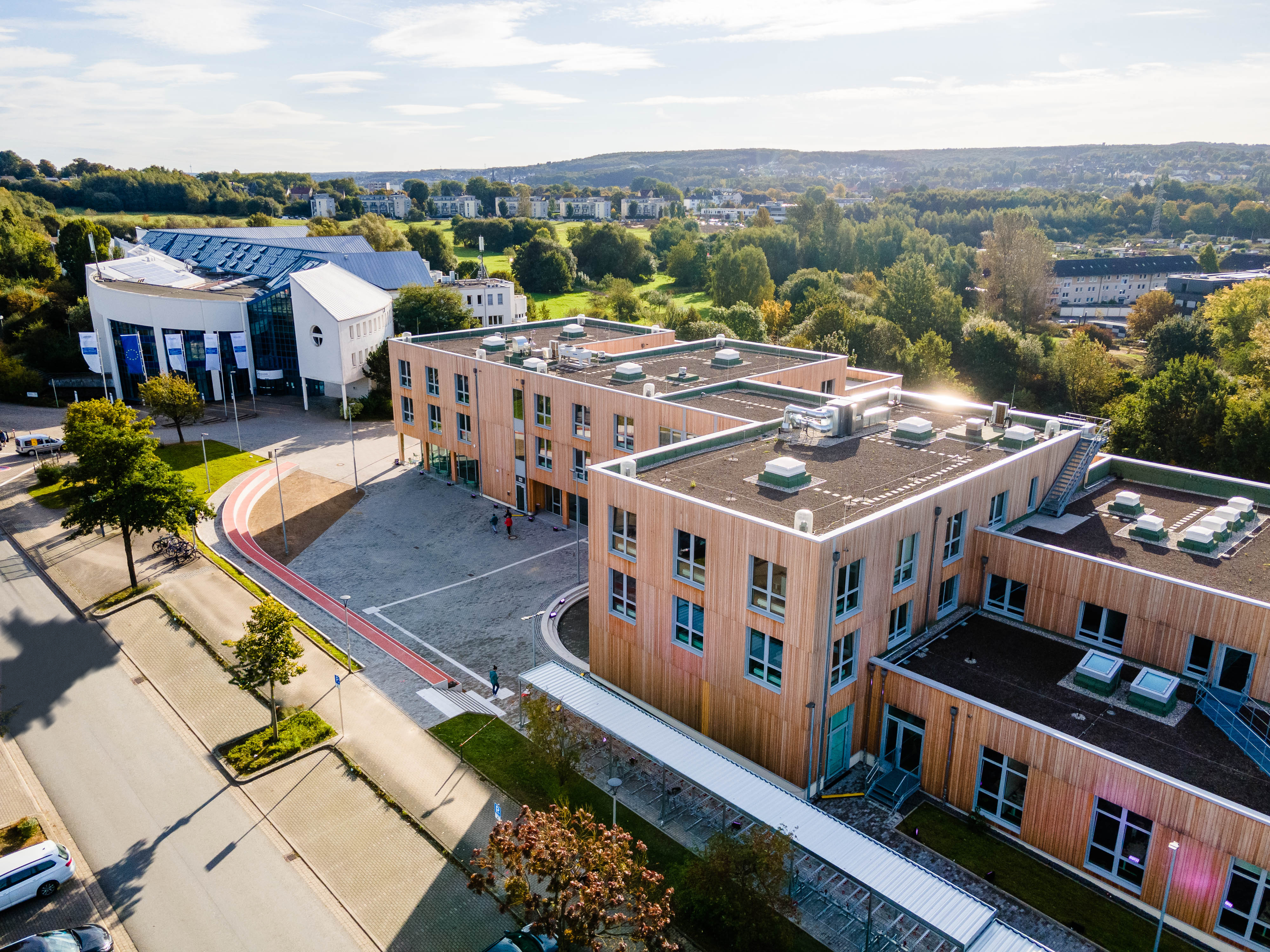
Universität Witten/Herdecke Luftbildaufnahme, Campus im Gewerbegebiet Wullen

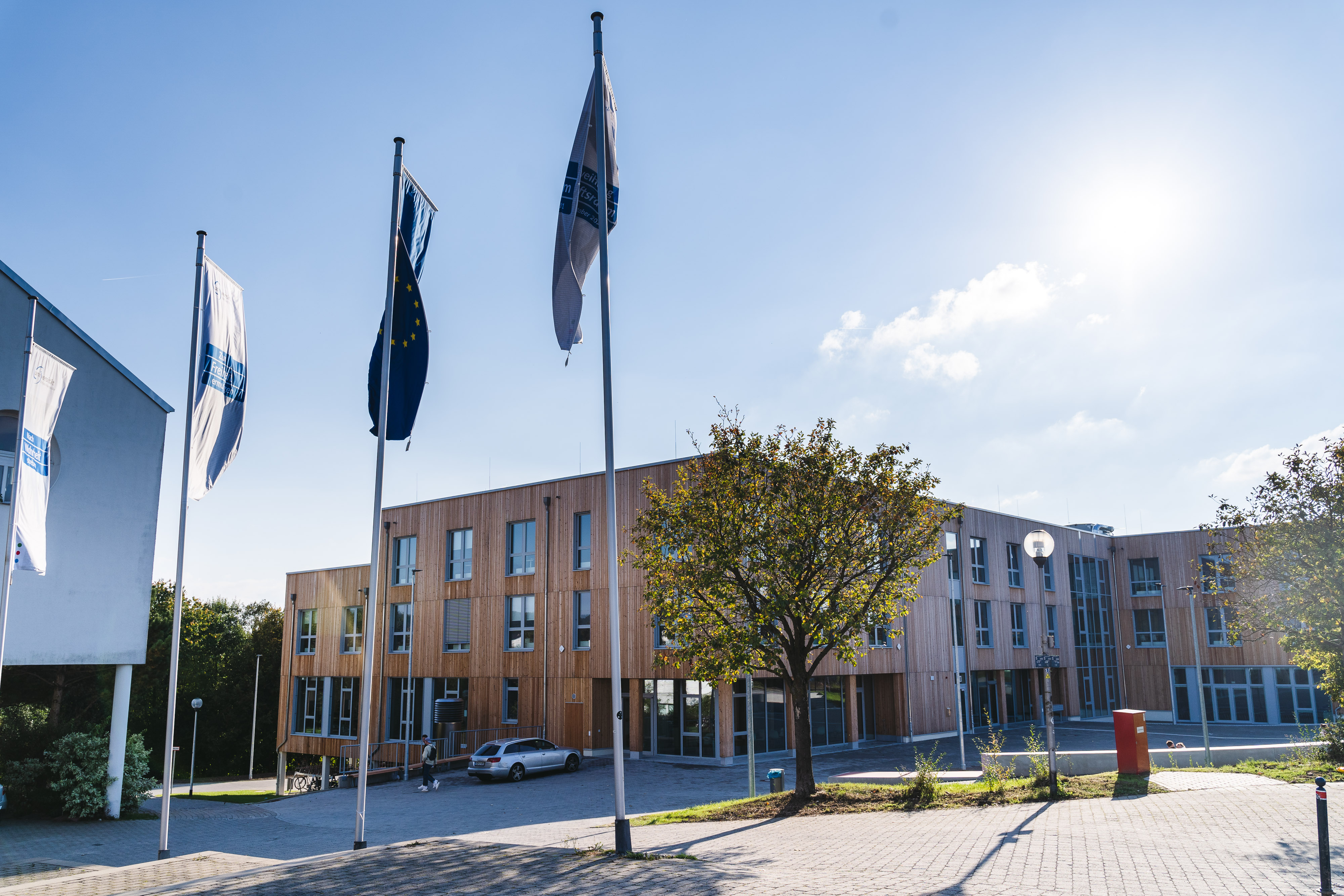
Universität Witten/Herdecke, Campus im Gewerbegebiet Wullen

Ende der 1970er Jahre schlossen sich einige anthroposophisch ausgerichtete Hochschullehrer, u. a. Konrad Schily, und Ärzte wie Gerhard Kienle zusammen, um eine alternative, nichtstaatliche Universität zu gründen. Sie sahen die damalige Entwicklung an anderen Universitäten als Stillstand an und beklagten vor allem die Praxisferne des Studiums und die Qualität der Lehre. Sie traten für individuellere Betreuung, geringere Studierendenzahlen, mehr „Studium fundamentale“ und Gesamtbildung ein – mit Fokus auf einem Wissenschafts- und Theorienpluralismus sowie einer Kombination von akademischer und beruflicher Bildung. Bis heute zeichnet die Mediziner-Ausbildung die Praxisnähe aus – etwa Patientenkontakt im ersten Studiensemester statt wie an staatlichen Universitäten erst nach einigen Jahren.
Die notwendigen Pläne und Anträge für die Gründung arbeitete der dafür 1980 gegründete Universitätsverein Witten/Herdecke e. V. aus. Mit Bescheid vom 14. Juli 1982 erfolgte die staatliche Anerkennung, Gründungspräsident wurde Konrad Schily. Die Aufnahme des Studienbetriebs erfolgte am 30. April 1983 mit der Immatrikulation von 27 Studenten der Humanmedizin. 1984 nahmen die Fakultäten für Wirtschaftswissenschaften und Zahnheilkunde den Studienbetrieb auf. Die Bertelsmann Stiftung, Deutsche Bank, Krupp-Stiftung und Zeit-Stiftung waren am Aufbau des Hochschulmodells ideell und finanziell stark beteiligt. 1987 kam es zur Änderung der Rechtsform. Vom Universitätsverein wurden die Aktivitäten auf die gemeinnützige Universität Witten/Herdecke GmbH übertragen; im gleichen Jahr wurde das Hauptstudium Biochemie (Biowissenschaften) eingeführt. 1989 wurde die Gründungsphase offiziell beendet.
Die Akademisierung der Pflege wurde an der Universität Witten/Herdecke 1995 mit dem Institut für Pflegewissenschaft begonnen, welches inzwischen als Departement für Pflegewissenschaft in die heutige Fakultät für Gesundheit eingegliedert wurde.
Die UW/H wurde 2001 mit vollem Stimmrecht in die deutsche Hochschulrektorenkonferenz sowie 2002 in die Landesrektorenkonferenz aufgenommen. 2005 urteilte der Wissenschaftsrat, dass in der Medizinerausbildung an der Universität erhebliche inhaltliche und strukturelle Schwächen in Lehre und Forschung bestünden. Der Privatuniversität wurde daraufhin angedroht, keine weitere Förderung durch das Bundesland NRW über die bis 2006 gültigen Finanzierungszusagen hinaus zu erhalten. Zu einem Entzug der Medizinerausbildung kam es aber nicht. Eine von der UW/H vorgelegte Neukonzeptionierung der Humanmedizin wurde im Juli 2006 vom Wissenschaftsrat positiv verabschiedet.
Im Dezember 2008 wurde bekannt, dass das Land Nordrhein-Westfalen der Universität ab 2008 keine Fördermittel mehr gewähren würde. Die Landesregierung stoppte Beihilfen von 4,5 Millionen Euro und forderte drei Millionen zurück, da rechtliche Voraussetzungen nicht erfüllt worden seien. Zudem bemängelte sie fehlende Nachweise ordnungsgemäßer Geschäftsführung und einen verlässlichen Wirtschaftsplan. Präsident Birger Priddat dementierte die Vorwürfe, trat jedoch zurück. Aufgrund der Finanz- und Wirtschaftskrise und dem damit verbundenen Rückzug eines wichtigen Förderers drohte eine Insolvenz. Am 23. Dezember 2008 konnte die Zahlungsfähigkeit über den Jahreswechsel hinaus durch den gemeinnützigen Verein zur Entwicklung von Gemeinschaftskrankenhäusern gesichert werden. Die Insolvenz konnte dadurch abgewendet werden.
Am 16. März 2009 wurde aufgrund der Finanzierungsprobleme ein neuer Gesellschaftervertrag unterzeichnet; neue Gesellschafter waren die Software AG - Stiftung, die Stiftung Private Universität Witten/Herdecke, die Initiative der Wirtschaft, die Alumni-Initiative und das Gemeinschaftskrankenhaus Herdecke. Nach Restrukturierungsmaßnahmen und einer Bürgschaft der Software AG-Stiftung in Höhe von 10 Millionen Euro nahm das Land NRW die ausgesetzte Landesförderung wieder auf. Im Sommer 2010 verabschiedete die Universität ihre neue Grundordnung. In ihr ist „neben der Rechtsstellung und den Aufgaben der Universität vor allem auch die Organisation und Leitung in den Fakultäten und wissenschaftlichen Einrichtungen der Universität geregelt“.
Die beiden medizinischen Fakultäten für Humanmedizin und für Zahn-, Mund- und Kieferheilkunde sowie das Institut für Pflegewissenschaft wurden im Oktober 2010 in einer in Deutschland damals neuartigen „Fakultät für Gesundheit“ zusammengefasst. Diese besteht aus den vier Departments für Humanmedizin, Zahn-, Mund- und Kieferheilkunde, Psychologie und Psychotherapie sowie für Pflegewissenschaft.
Der Alumnus und ehemalige Finanzvorstand des DAX-Unternehmens K+S, Jan Peter Nonnenkamp, übernahm zum 15. Oktober 2012 das Amt des Kanzlers von Michael Anders.
In den 2010er-Jahren wurden die Studienplätze innerhalb mehrerer Jahre deutlich ausgebaut, insbesondere durch eine Verdopplung der Zahl der Humanmedizin-Studierenden. 2020 gründete die Universität die Fakultät für Wirtschaft und Gesellschaft, wofür die zuvor bestehenden Fakultäten für Wirtschaftswissenschaften und Kulturreflexion zu einer gemeinsamen Fakultät zusammengelegt wurden. Dieser Schritt ermöglichte auch Promotion zum Doktor der Philosophie und erfolgte nach einer Handlungsempfehlung des Wissenschaftsrates.

## Finanzierung
Die Universität ist nicht gewinnorientiert, die Finanzierung erfolgt aus Studienbeiträgen, Spenden und Fördermitteln. Außerdem erhält die Universität eine jährliche Förderung vom Land Nordrhein-Westfalen. Die StudierendenGesellschaft Witten/Herdecke, ein von Studierenden geführter, gemeinnütziger Verein, organisiert seit 1995 die elternunabhängige und sozialverträgliche Finanzierung des Studiums anhand des Umgekehrten Generationenvertrags. Dieser ermöglicht das Studium an der Universität unabhängig vom finanziellen Hintergrund und entkoppelt die Beitragszahlung vom Studium: Beiträge können auch erst dann geleistet werden, wenn im späteren Beruf Einkommen erzielt wird.

### Haushalt
2023 nahm die Universität 68,74 Millionen Euro an betrieblichen Erträgen ein. Wesentliche Einnahmequellen der UW/H waren im Jahr 2023 die Studienbeiträge (über 16,1 Mio. Euro), Spenden und Fördergelder (9 Mio. Euro), die Forschungsförderung (7,1 Mio. Euro), die Umsatzerlöse aus der Zahnklinik (6,7 Mio. Euro) und die Zuwendungen des Landes Nordrhein-Westfalen (19,2 Mio. Euro). Die Personalkosten der Universität lagen 2023 bei rund 46,1 Millionen Euro. Die Universität legte einen ausgeglichenen Haushalt vor und erzielte im zwölften Jahr in Folge ein positives Ergebnis.

## Akkreditierung
Die erste Akkreditierung der Universität durch den Wissenschaftsrat erfolgte 2005. Im Juli 2011 kam es zu einer Re-Akkreditierung für weitere sieben Jahre. „Die Hochschule hat sich seit der Akkreditierung im Jahr 2005 insgesamt positiv entwickelt. Es ist ihr im Rahmen einer tiefgreifenden Restrukturierung zudem gelungen, ihre institutionelle Basis für eine auch künftig erfolgreiche Weiterentwicklung erkennbar zu verbessern“, so der Vorsitzende des Wissenschaftsrates, Wolfgang Marquardt.
2018 wurde die Universität durch den deutschen Wissenschaftsrat mit Auflagen für fünf Jahre reakkreditiert. Er empfahl außerdem, ihr – mit Ausnahme ihrer Fakultät für Kulturreflexion in ihrem gegebenen Zuschnitt – die Ausübung des Promotionsrechts weiterhin zu gewähren. Der Wissenschaftsrat würdigte das besondere Profil mit dem partizipativen Studienkonzept und dem in allen Fakultäten obligatorischen Studium fundamentale. Die Leistungen in der Forschung und in der Förderung des wissenschaftlichen Nachwuchses bewegten sich „im Ganzen auf einem dem institutionellen Anspruch einer Universität angemessenen Niveau“.
Aufgrund einer positiven Entwicklung wurde die Universität Witten/Herdecke 2024 erstmalig für die Maximaldauer von zehn Jahren reakkreditiert. Zugleich wurde ihr das Promotionsrecht und Habilitationsrecht für denselben Zeitraum zugesprochen. Die Schwerpunkte der medizinischen Studiengänge, darunter die Ausbildung von Hausärzten, seien inhaltlich und organisatorisch erfolgreich umgesetzt. „Die gute Koordinierung und Pflege des Partnernetzwerks der Kliniken und Praxen ermöglicht überzeugende ambulante und klinische Lernmöglichkeiten“, so der Wissenschaftsrat.

## Fakultäten und Studiengänge
Fakultät für Gesundheit

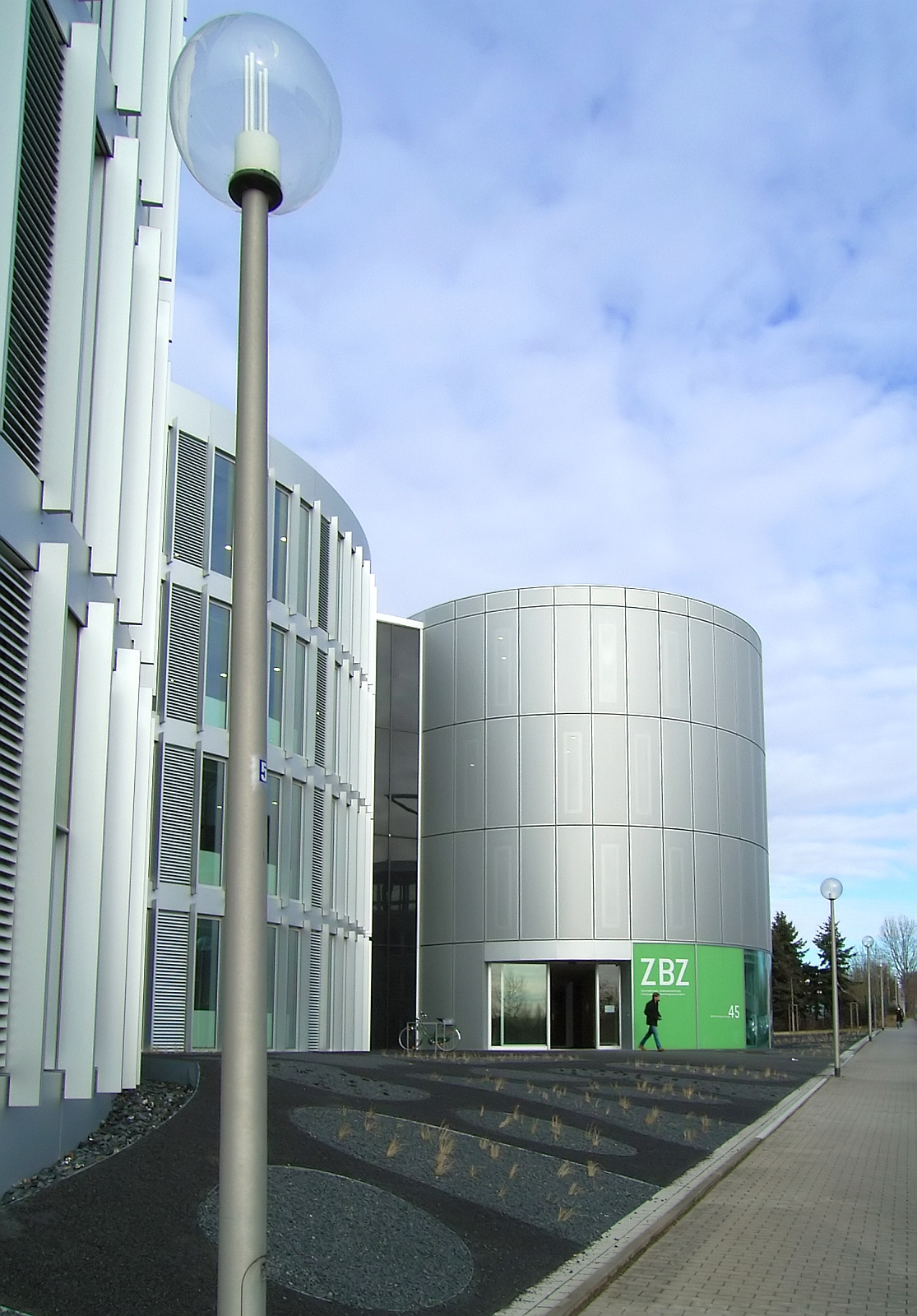
ZBZ im Wullen (Zahnmedizinisch-Biowissenschaftliches Forschungs- und Entwicklungszentrum Witten)

In der Fakultät für Gesundheit sind die vier Disziplinen Humanmedizin, Zahnmedizin, Pflegewissenschaft und Psychologie angesiedelt. Das Studium ist NC-frei und integriert Studierende ab dem ersten Semester in den klinischen Behandlungsalltag. Die Forschung der Fakultät ist auf einen Austausch zwischen Forschungslabor und klinischer Anwendung ausgerichtet. Die Fakultät konzentriert ihre Aktivitäten im Forschungsschwerpunkt „Integrative und personalisierte/personenzentrierte Gesundheitsversorgung“ (IPGV). Projekte aus der Grundlagenforschung, der klinischen und der Gesundheitsversorgungsforschung werden verfolgt.
Die Studiengänge der Fakultät sind in vier Departments verankert:
Department für Humanmedizin
- Modellstudiengang Medizin (Staatsexamen)

Department für Pflegewissenschaft
- Community Health Nursing (Master of Science)
- Pflegewissenschaft (Master of Science)

Department für Zahn-, Mund- und Kieferheilkunde
- Zahn-, Mund- und Kieferheilkunde (Staatsexamen)

Department für Psychologie und Psychotherapie
- Psychologie (Bachelor of Science)
- Psychologie mit Schwerpunkt Klinische Psychologie und Psychotherapie (Master of Science)

Fakultät für Wirtschaft & Gesellschaft
Die Fakultät für Wirtschaft & Gesellschaft steht unter dem Leitbild „Nachhaltige Gesellschaftsentwicklung“ und ist seit 2009 Mitglied der UN-Initiative „Principles for Responsible Management Education“ (PRME). Die Fakultät hat das Promotionsrecht zum Dr. rer. pol. und zum Dr. phil.
Angeboten werden die Studiengänge:
- Management (Bachelor of Science)
- Management & Psychologie (Bachelor of Science)
- Management im Gesundheitswesen (Bachelor of Science)
- PPÖ – Philosophie, Politik und Ökonomik (Bachelor of Arts)
- Global Sustainability: Climate, Justice, Transformation (Bachelor of Arts)
- Wirtschaft, Politik und Recht (Bachelor of Arts)
- Management (Master of Science)
- PPE – Philosophy, Politics and Economics (Master of Arts)
- Witten MBA – Leadership & Management (berufsbegleitend)

Das Studienmodell Bachelor of Choice ermöglicht es Studienanfängern, sich erst nach einem gemeinsamen Orientierungsjahr final für einen der sechs Bachelorstudiengänge der Fakultät zu entscheiden, ohne Credit Points und Zeit zu verlieren. Dieses System wurde 2023 in einem Bericht des WDR als in dieser Form „einzigartig“ in Deutschland beschrieben.
WittenLab. Zukunftslabor Studium fundamentale
Neben den beiden Fakultäten steht das „WittenLab. Zukunftslabor Studium fundamentale“. Die Universität Witten/Herdecke verpflichtet ihre Studierenden, während der gesamten Studienzeit am Studium fundamentale teilzunehmen. Kurse zu grundlegenden, studiumübergreifenden Inhalten sollen an einem Tag in der Woche belegt werden, Seminare und Übungen aus den Bereichen der Kultur- und Gesellschaftswissenschaften, der Philosophie, den Kunstwissenschaften und Künsten sowie den kommunikativen Fähigkeiten werden angeboten, weiter interdisziplinäre Projekte, Vorträge, Konzerte, Theater- und Tanzaufführungen, Lesungen und Workshops. Unter dem Projektnamen „sieben:viertel“ werden Veranstaltungen seit 2021 regelmäßig gemeinsam mit der Stadt Witten durchgeführt und sind dabei auch einem nichtuniversitären Publikum geöffnet.
Im „WittenLab. Zukunftslabor Studium fundamentale“ gibt es den Lehrstuhl für digitale Künste und Kulturvermittlung sowie die Professur für Kunstwissenschaft.

## Forschung

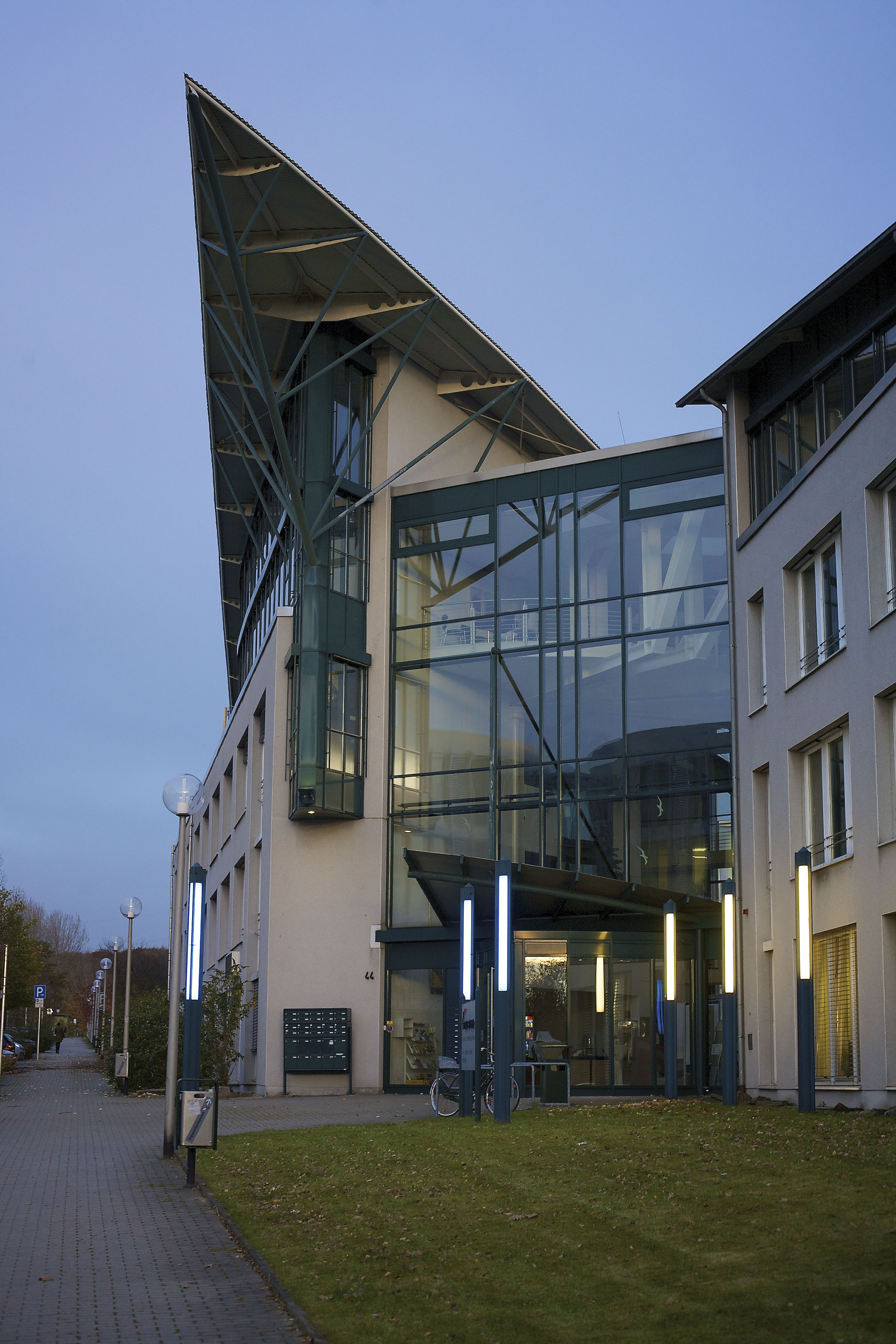
Forschungs- und Entwicklungszentrum (FEZ) an der Universität Witten/Herdecke

Die Forschungsagenda der UW/H ist interdisziplinär ausgerichtet und soll Beiträge zu gesellschaftlichen Herausforderungen in Gesundheit, Kultur, Politik und Wirtschaft leisten. Wichtige interdisziplinäre Forschungsthemen sind u. a. die ambulante Gesundheitsversorgung und die Digitalisierung. Die Hochschule verfügt über kein zentrales Forschungsbudget, aber jeder Lehrstuhl erhält Mittel für die Forschung.
Der übergreifende Forschungsschwerpunkt der Fakultät für Gesundheit ist die „Integrative und personalisierte/personenzentrierte Gesundheitsversorgung“. Die Forschung der Fakultät für Wirtschaft und Gesellschaft konzentriert sich auf die Bereiche „Management & Unternehmertum“ (MUT) sowie „Philosophie, Politik & Wirtschaft“.
Der Schwerpunkt der Forschung an dem „WittenLab. Zukunftslabor Studium fundamentale“ liegt auf dem interdisziplinären Zusammentreffen unterschiedlicher Fachdisziplinen wie Philosophie, Kommunikations-, Geschichts-, Kunst- und Musikwissenschaften, Soziologie und Psychologie. Dabei sollen Forschungsfragen unter Einbeziehung von Wissenschaft, Kunst und Praxis übergreifend thematisiert werden.
Der nach dem Universitätsmitgründer benannte Gerhard-Kienle-Lehrstuhl forscht in den Bereichen Medizintheorie sowie Integrative und Anthroposophische Medizin. Der Lehrstuhl führt verschiedene Drittmittelprojekte durch, beispielsweise wurde mit Geldern des Bundesministeriums für Ernährung und Landwirtschaft die Webseite PlantaMedia als Internetdatenbank für Nutz-, Gewürz- und Arzneipflanzen eingerichtet. Finanziert wird der Lehrstuhl seit Jahrzehnten durch die Software AG.
Die UW/H erklärt die Förderung des wissenschaftlichen Nachwuchses zu einer ihrer Aufgaben. Im Jahr 2021 hatte die UW/H insgesamt 147 Doktoranden. Verschiedene wissenschaftliche Projekte werden von dem Innovationsfonds gefördert, so im Jahr 2020 etwa Feed-bApp (eine digitale App zur Unterstützung von Kindern mit chronischen Schmerzen), DeliA (Verbesserung der Delir-Erkennung und -Behandlung in Pflegeheimen) und ein Projekt zur Übersetzung onkologischer Leitlinien in leicht verständliche Sprache für Patienten.

### Zentren für Gesundheitsforschung
Im Zentrum für Biomedizinische Ausbildung und Forschung (ZBAF) werden Projekte der biomedizinischen Grundlagenforschung bearbeitet. Hier werden translationale Forschungsprojekte klinischer Arbeitsgruppen unterstützt und so die wissenschaftliche Weiterbildung junger Ärzte ermöglicht.
Das Zentrum für Klinische Studien (ZKS-UW/H) koordiniert und unterstützt die bereits etablierten Strukturen der Fakultät für Gesundheit zur Durchführung klinischer Prüfungen.
Das Interdisziplinäre Zentrum für Versorgungsforschung (IZVF) koordiniert die Gesundheitsversorgungsforschung an der Universität Witten/Herdecke. Es ist Mitglied im Deutschen Netzwerk Versorgungsforschung.

### Institute und Zentren der Fakultät für Wirtschaft und Gesellschaft
Insgesamt sind drei Institute Bestandteil der Fakultät:
- Reinhard-Mohn-Institut für Unternehmensführung (RMI)
- Wittener Institut für Familienunternehmen (WIFU)
- Zentrum für Nachhaltige Unternehmensführung (ZNU)

#### Reinhard-Mohn-Institut
Im April 2010 erfolgte die Gründung des Reinhard-Mohn-Instituts für Unternehmensführung und Corporate Governance (RMI). Ideen Reinhard Mohns zur Unternehmenskultur und -führung werden in dem Forschungsinstitut fortgeschrieben und weiterentwickelt. Es forscht und lehrt zu Unternehmensführung mit Schwerpunkten auf Strategie, Organisation, Kooperation und gesellschaftlicher Verantwortung. Direktor des Instituts ist seit 2016 Guido Möllering, der zugleich Inhaber des bereits 1991 geschaffenen Reinhard-Mohn-Stiftungslehrstuhls für Unternehmensführung ist.

#### Wittener Institut für Familienunternehmen
Das Wittener Institut für Familienunternehmen (WIFU) wurde 1998 gegründet und betreibt interdisziplinäre Forschung und Lehre im Bereich Unternehmerfamilien und Familienunternehmertum. Die Forschungsfelder Betriebswirtschaftslehre, Psychologie, Soziologie und Rechtswissenschaft werden von sechs Lehrstühlen betreut. Das Institut forscht national wie international. Es gibt verschiedene Publikationen heraus (Studien, Praxisleitfäden, Schriftenreihe sowie weitere Publikationen) und bietet jährlich mehrere Dutzend Veranstaltungen zum Schwerpunktthema Familienunternehmen an. Auch bietet das Institut Vorlesungen in Bachelor- und Masterstudiengängen der Universität zum Thema Familienunternehmen. Forschung und Lehre der WIFU sollen auch einen Praxistransfer ihrer Ergebnisse in Familienunternehmen ermöglichen, so wurde beispielsweise 2024 ein Praxisleitfaden für gelungene Generationswechsel in Familienunternehmen entwickelt.

#### Zentrum für Nachhaltige Unternehmensführung
Das Zentrum für Nachhaltige Unternehmensführung (ZNU) forscht und lehrt unter einem interdisziplinären Ansatz zu Nachhaltigkeit und soll die Studierenden für eine nachhaltigere Unternehmensführung bestärken. An der Gründung des ZNU im Jahr 2009 wirkten einige Unternehmen als Partner mit. Leiter des Zentrums ist Axel Kölle. Das ZNU gibt den sogenannten ZNU-Standard heraus, einen Nachhaltigkeitsstandard, nach dem sich Unternehmen und Institutionen wie Ritter Sport oder der 1. FC Köln zertifizieren lassen. Leiter des ZNU ist Christian Geßner.

### Kooperationen
Eine Kooperation besteht zwischen der Universität Witten/Herdecke und dem Deutschen Zentrum für Neurodegenerative Erkrankungen (DZNE), welches zu neurodegenerativen Erkrankungen forscht und auch einen Standort in Witten hat.
Im August 2024 schlossen die UW/H und das Wuppertal Institut für Klima, Umwelt, Energie einen Kooperationsvertrag. Ziel ist es, durch interdisziplinäre Forschungsprojekte, Nachhaltigkeitskurse, Fachworkshops und gemeinsame Publikationen wissenschaftliche Impulse für gesellschaftliche Herausforderungen zu geben und innovative Lösungen zu entwickeln. Beispielsweise fand im September 2024 die dritte Humboldt-School zum Thema „Planetary Health in NRW – Momentum for Change“ an der Universität Witten/Herdecke statt, bei welcher das Wuppertal Institut strategisch beteiligt ist.
Eine weitere Kooperation der Universität mit dem Ministerium der Justiz des Landes Nordrhein-Westfalen ermöglicht seit 2022, dass Medizinstudenten der Universität zeitweise in Gefängnissen arbeiten und dadurch dem Ärztemangel in Gefängnissen Abhilfe schaffen. Im Februar 2025 wurde diese Kooperation erweitert, als das Justizvollzugskrankenhaus Nordrhein-Westfalen in Fröndenberg zu einem Lehrkrankenhaus der Universität Witten-Herdecke ernannt wurde.

## Campus

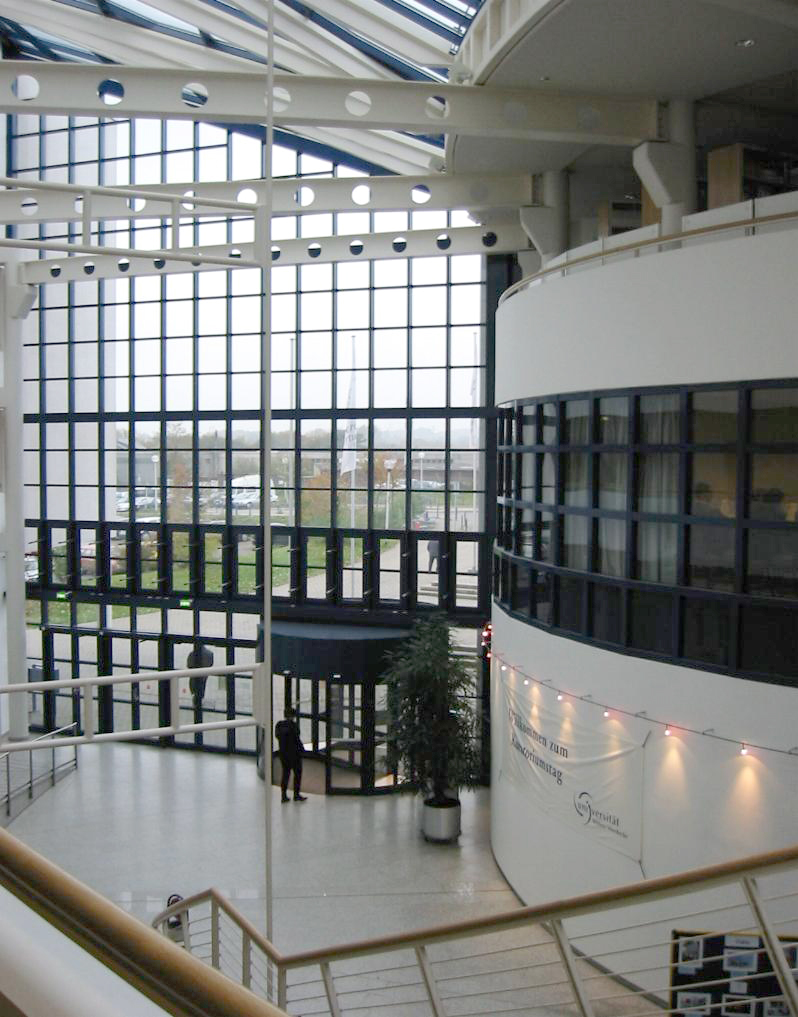
Universität Witten/Herdecke, Foyer im Hauptgebäude

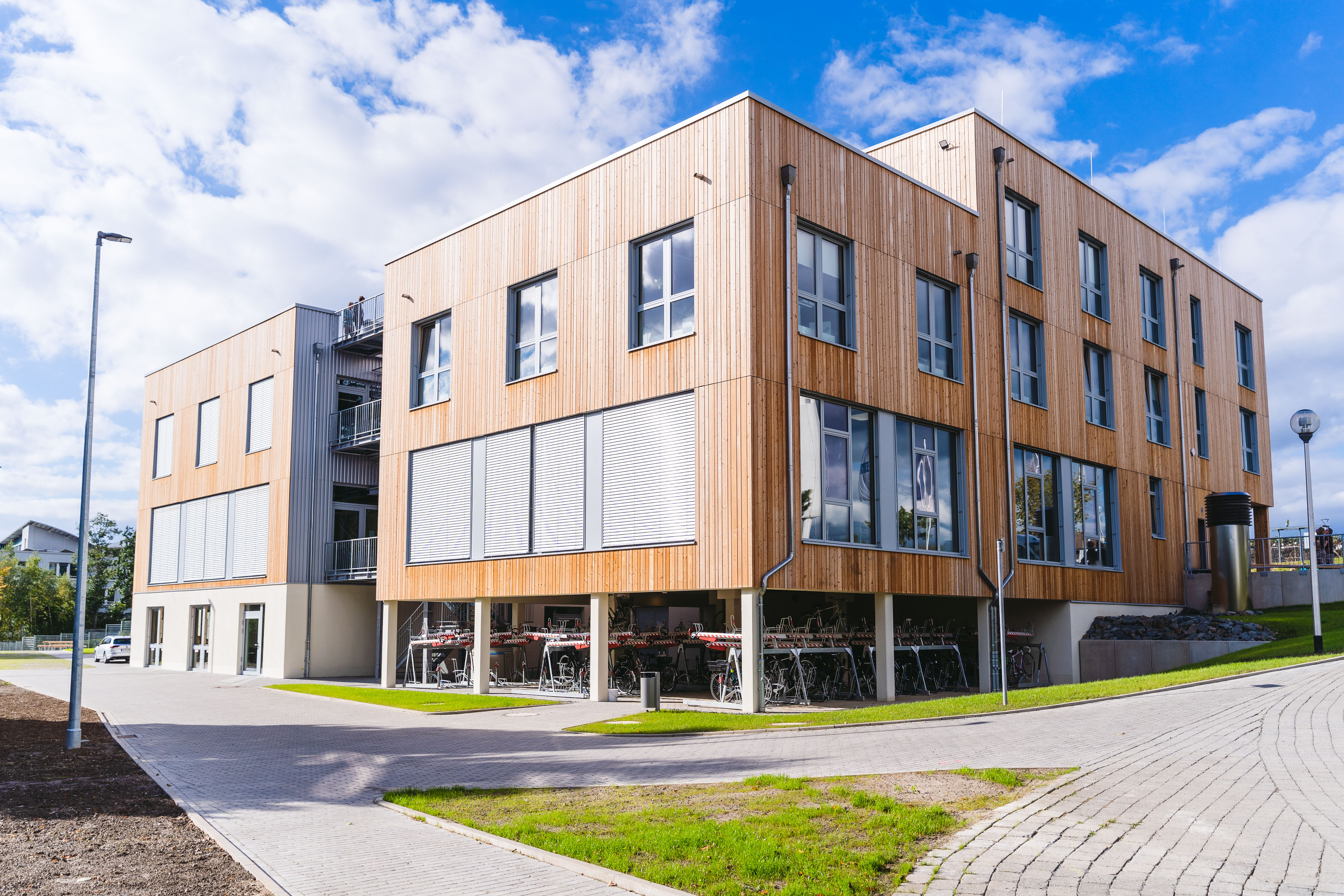
Neubau in Holzbauweise

### Universitätsstandorte und Architektur
Die Universität hat in Witten zwei Standorte, die beide nordöstlich der Innenstadt im Stadtteil Annen liegen: Der eigentliche Campus mit zwei Bauten befindet sich an der Alfred-Herrhausen-Straße. Das heutige Hauptgebäude der Universität Witten/Herdecke wurde 1993 von den Architekten Ernst Stachowiak und Ernst-Michael Deterding entworfen und realisiert. Es zeichnet sich durch eine fast 100 Meter lange, glasüberdachte Halle aus.
Neben dem eigentlichen Hauptgebäude machen auch die Zahnklinik im ZBZ sowie einige Räumlichkeiten im angrenzenden FEZ Witten den Campus aus. Im Zentrum von Annen nutzt die Hochschule zusätzlich ihr ehemaliges Hauptgebäude an der Stockumer Straße, das denkmalgeschützte ehemalige Annener Amtshaus, das rund 1,5 km vom heutigen Hauptcampus entfernt liegt.
Im Jahr 2021 wurde ein Neubau auf dem Campus der UW/H in Deutschland eröffnet, als Holzbau und als eines der nachhaltigsten Hochschulgebäude. Das Gebäude mit dem Namen „Zukunftsraum“ umfasst rund 6800 m2 Geschossfläche. In Kooperation von Universität, dem Architekturbüro Kaden+Lager sowie dem Holzbauunternehmen Züblin Timber wurde das Gebäude geplant und erstellt mit dem Ziel, auf ökologischer, ökonomischer wie auch sozialer Ebene nachhaltigen Hochschulbau umzusetzen. Ein Jahr nach der Eröffnung wurde der Neubau mit dem Gütesiegel Silber des Bewertungssystems Nachhaltiges Bauen (BNB) ausgezeichnet. Bei der Eröffnungsfeier hielt die amtierende Präsidentin der EU-Kommission Ursula von der Leyen eine Rede.

### Kliniken
Zu den kooperierenden Kliniken der Universität zählen mit dem Krankenhaus Köln-Merheim (seit 2010) und dem Helios Universitätsklinikum Wuppertal zwei Universitätskliniken. Daneben hat die Universität, insbesondere im Ruhrgebiet, weitere Kliniken, Gesundheitseinrichtungen und niedergelassene Ärzte als Kooperationspartner. Zu diesen zählen unter anderem die Vestische Kinder- und Jugendklinik Datteln, das Katholische Krankenhaus Hagen, das Klinikum Dortmund, das Gemeinschaftskrankenhaus Herdecke, die Klinik Königsfeld in Ennepetal, das Marienhospital Witten und das St. Marien-Hospital Hamm.

### Ambulanzen
Die Universität betreibt mehrere Ambulanzen: die Universitätsambulanz für Integrative Gesundheitsversorgung und Naturheilkunde mit einem Konzept der hausärztlichen Versorgung, die Zahnklinik der Universität Witten/Herdecke sowie das Zentrum für Psychische Gesundheit und Psychotherapie (ZPP). Die Ambulanzen stehen sowohl gesetzlich als auch privat krankenversicherten Personen offen.

## Persönlichkeiten

### Hochschullehrer
- Johan Galtung (* 1930, † 2024), norwegischer Soziologe, Politologe und Mathematiker und Gründungsvater der Friedens- und Konfliktforschung[104]
- Konrad Schily (* 1937), Mediziner, Politiker und Gründungspräsident der Universität Witten/Herdecke
- Gunter Thielen (* 1942), Manager und Vorstandsvorsitzender der Walter Blüchert Stiftung und Träger des Bundesverdienstkreuzes
- Karl Homann (* 1943), Philosoph, Professor für Philosophie und Ökonomik
- Hans Christof Müller-Busch (* 1943), Mediziner
- Rudolf Wimmer (* 1946), Manager und Unternehmensberater
- Peter Littmann (* 1947), Manager und Unternehmensberater
- Fritz B. Simon (* 1948), Psychiater, Psychoanalytiker, Familientherapeut und eine Gründerpersönlichkeit
- Blanche Kommerell (* 1950), Schauspielerin und Autorin literarischer Porträts und von Gedichten
- Birger Priddat (* 1950), Ökonom und Philosoph
- Karl-Heinz Beine (* 1951), Humanmediziner, Hochschullehrer und Sachbuchautor
- Christel Bienstein (* 1951), Pflegewissenschaftlerin
- Arist von Schlippe (* 1951), Psychologe
- Dietrich Grönemeyer (* 1952), Arzt und Autor
- Thomas Mayer (* 1954), Volkswirt, ehemaliger Chefvolkswirt der Deutschen Bank und Leiter des Flossbach von Storch Research Institute
- Dirk Baecker (* 1955), Soziologe
- Gerhard Wegner (* 1956), Ökonom
- Harald Welzer (* 1958), Soziologe und Sozialpsychologe
- Reinhard Loske (* 1959), Volkswirt, Politikwissenschaftler und Politiker (Bündnis 90/Die Grünen)
- Gert Scobel (* 1959), Journalist, Fernsehmoderator, Autor und Philosoph
- Petra Thürmann (* 1960), Pharmakologin
- Thomas Armbrüster (* 1968), Ökonom
- Heiko Kleve (* 1969), Sozialpädagoge und Soziologe
- Tobias Esch (* 1970), Arzt, Neurowissenschaftler und Gesundheitswissenschaftler
- Jan P. Ehlers (* 1970), Tierarzt und Bildungsforscher[105]
- Till Talaulicar (* 1972), Wirtschaftswissenschaftler und Professor für Corporate Governance & Board Dynamics
- Christian Karagiannidis (* 1973), Mediziner
- Erik Strauß (* 1982), Wirtschaftswissenschaftler

### Absolventen
- Peter Ulrich (* 1948), Schweizer Wirtschaftswissenschaftler und Begründer der Integrativen Wirtschaftsethik
- Andreas Neufert (* 1961), Kunsthistoriker und Publizist
- Otto Scharmer (* 1961), Senior Lecturer am Massachusetts Institute of Technology (MIT)
- Andreas Suchanek (* 1961), Wirtschaftsethiker
- Brigitte Mohn (* 1964), Unternehmerin, Vorsitzende der Deutschen Schlaganfall-Stiftung, Mitglied des Vorstands der Bertelsmann Stiftung
- Klaus Welle (* 1964), Politiker und Generalsekretär des Europäischen Parlaments
- Wolfram Goessling (* 1967), Onkologe und Gastroenterologe
- Stephan A. Jansen (* 1971), Ökonom, Gründungspräsident der Zeppelin Universität in Friedrichshafen
- Tobias Wann (* 1972), Unternehmer und Gründer von Tonies[106]
- Steffen Greubel (* 1973), Vorstandsvorsitzender des Handelskonzerns Metro
- Jörg Rocholl (* 1973), Wirtschaftswissenschaftler, Präsident der internationalen Wirtschaftshochschule ESMT Berlin und Vorsitzender des Wissenschaftlichen Beirats beim Bundesministerium der Finanzen
- Markus Giesler (* 1976), Konsumforscher
- Teresa Koloma Beck (* 1977), Soziologin und Professorin
- Janosch Dahmen (* 1981), Arzt und Politiker im Bundestag
- Philip Kovce (* 1986), Autor, Ökonom und Philosoph
- Leon Windscheid (* 1988), Autor, Wirtschaftspsychologe und Unternehmer
- Juliane Wurm (* 1990), Sportkletterin
- Yannick Rupert (* 1999), Fußballschiedsrichter